# Formuła 2 – Red Bull Ring 2019
Runda Formuły 2 na torze Red Bull Ring – runda szósta mistrzostw Formuły 2 w sezonie 2019.

## Wyniki

### Sesja treningowa
| Nr | Kierowca       | Konstruktor | Czas     | Okr. |
| -- | -------------- | ----------- | -------- | ---- |
| 1  | Louis Delétraz | Carlin      | 1:14,782 | 26   |

### Kwalifikacje
Źródło: fiaformula2.com
| Poz. | Nr | Kierowca            | Konstruktor                   | Czas     | Poz. s. |
| ---- | -- | ------------------- | ----------------------------- | -------- | ------- |
| 1    | 4  | Nyck de Vries       | ART Grand Prix                | 1:14,143 | 1       |
| 2    | 19 | Anthoine Hubert     | BWT Arden                     | 1:14,309 | 2       |
| 3    | 7  | Zhou Guanyu         | UNI-Virtuosi                  | 1:14,371 | 3       |
| 4    | 2  | Nobuharu Matsushita | Carlin                        | 1:14,399 | 4       |
| 5    | 8  | Luca Ghiotto        | UNI-Virtuosi                  | 1:14,429 | 5       |
| 6    | 6  | Nicholas Latifi     | DAMS                          | 1:14,483 | 6       |
| 7    | 9  | Mick Schumacher     | PREMA Racing                  | 1:14,488 | 7       |
| 8    | 1  | Louis Delétraz      | Carlin                        | 1:14,625 | 8       |
| 9    | 5  | Sérgio Sette Câmara | DAMS                          | 1:14,709 | 9       |
| 10   | 11 | Callum Ilott        | Sauber Junior Team by Charouz | 1:14,755 | 10      |
| 11   | 10 | Sean Gelael         | PREMA Racing                  | 1:14,808 | 11      |
| 12   | 3  | Nikita Mazepin      | ART Grand Prix                | 1:14,882 | 12      |
| 13   | 12 | Juan Manuel Correa  | Sauber Junior Team by Charouz | 1:14,887 | 13      |
| 14   | 15 | Jack Aitken         | Campos Racing                 | 1:14,986 | 14      |
| 15   | 16 | Jordan King         | MP Motorsport                 | 1:15,139 | 15      |
| 16   | 20 | Giuliano Alesi      | Trident                       | 1:15,212 | 16      |
| 17   | 17 | Patricio O'Ward     | MP Motorsport                 | 1:15,327 | 17      |
| 18   | 14 | Arjun Maini         | Campos Racing                 | 1:15,363 | 18      |
| 19   | 21 | Ryan Tveter         | Trident                       | 1:15,435 | 19      |
| 20   | 18 | Tatiana Calderón    | BWT Arden                     | 1:16,164 | 20      |
| Poz. | Nr | Kierowca            | Konstruktor                   | Czas     | Poz. s. |

### Główny wyścig

#### Wyścig
Źródło: fiaformula2.com
| P                 | + / –     | Nr | Kierowca            | Konstruktor                   | Okr. | Czas / Strata | Komentarz |
| ----------------- | --------- | -- | ------------------- | ----------------------------- | ---- | ------------- | --------- |
| 1                 | 3         | 2  | Nobuharu Matsushita | Carlin                        | 40   | 53:32,606     |           |
| 2                 | 3         | 8  | Luca Ghiotto        | UNI-Virtuosi                  | 40   | +0:02,963     |           |
| 3                 | 2         | 4  | Nyck de Vries       | ART Grand Prix                | 40   | +0:10,428     |           |
| 4                 | 2         | 19 | Anthoine Hubert     | BWT Arden                     | 40   | +0:10,786     |           |
| 5                 | 4         | 5  | Sérgio Sette Câmara | DAMS                          | 40   | +0:12,720     | [ a ]     |
| 6                 | 3         | 7  | Zhou Guanyu         | UNI-Virtuosi                  | 40   | +0:15,514     |           |
| 7                 | 1         | 1  | Louis Delétraz      | Carlin                        | 40   | +0:16,541     | [ b ]     |
| 8                 | 7         | 16 | Jordan King         | MP Motorsport                 | 40   | +0:22,321     |           |
| 9                 | 3         | 6  | Nicholas Latifi     | DAMS                          | 40   | +0:23,184     |           |
| 10                | 4         | 15 | Jack Aitken         | Campos Racing                 | 40   | +0:32,919     |           |
| 11                | 2         | 12 | Juan Manuel Correa  | Sauber Junior Team by Charouz | 40   | +0:35,892     |           |
| 12                | Bez zmian | 3  | Nikita Mazepin      | ART Grand Prix                | 40   | +0:35,988     |           |
| 13                | 3         | 20 | Giuliano Alesi      | Trident                       | 40   | +0:39,890     |           |
| 14                | 4         | 11 | Callum Ilott        | Sauber Junior Team by Charouz | 40   | +0:46,138     |           |
| 15                | 4         | 21 | Ryan Tveter         | Trident                       | 40   | +1:10,057     |           |
| 16                | 5         | 10 | Sean Gelael         | PREMA Racing                  | 40   | +1:15,742     |           |
| 17                | 3         | 18 | Tatiana Calderón    | BWT Arden                     | 40   | +1:16,586     |           |
| 18                | 11        | 9  | Mick Schumacher     | PREMA Racing                  | 39   | +1 okr.       |           |
| 19                | 2         | 17 | Patricio O'Ward     | MP Motorsport                 | 39   | +1 okr.       |           |
| Zdyskwalifikowani |           |    |                     |                               |      |               |           |
|                   |           | 14 | Arjun Maini         | Campos Racing                 | 40   | +0:49,454     | [ c ]     |
| P                 | + / –     | Nr | Kierowca            | Konstruktor                   | Okr. | Czas / Strata | Komentarz |

Uwagi
1. ↑  Sérgio Sette Câmara został ukarany 5-sekundową karą czasową za spowodowanie kolizji.
2. ↑  Louis Delétraz został ukarany 5-sekundową karą czasową za przekroczenie prędkości w pit lane.
3. ↑  Arjun Maini został zdyskwalifikowany przez źle dopasowane opony.

#### Najszybsze okrążenie
| Nr | Kierowca            | Konstruktor | Czas     | Okr. |
| -- | ------------------- | ----------- | -------- | ---- |
| 5  | Sérgio Sette Câmara | DAMS        | 1:18,209 | 34   |

### Sprint

#### Wyścig
Źródło: fiaformula2.com
| P                 | + / – | Nr | Kierowca            | Konstruktor                   | Okr. | Czas / Strata | Komentarz   |
| ----------------- | ----- | -- | ------------------- | ----------------------------- | ---- | ------------- | ----------- |
| 1                 | 3     | 5  | Sérgio Sette Câmara | DAMS                          | 28   | 38:45,691     |             |
| 2                 | 5     | 8  | Luca Ghiotto        | UNI-Virtuosi                  | 28   | +0:00,563     |             |
| 3                 | 3     | 4  | Nyck de Vries       | ART Grand Prix                | 28   | +0:05,536     |             |
| 4                 | 14    | 9  | Mick Schumacher     | PREMA Racing                  | 28   | +0:05,781     |             |
| 5                 | 3     | 2  | Nobuharu Matsushita | Carlin                        | 28   | +0:06,269     |             |
| 6                 | 3     | 6  | Nicholas Latifi     | DAMS                          | 28   | +0:13,230     |             |
| 7                 | 6     | 16 | Jordan King         | MP Motorsport                 | 28   | +0:14,095     |             |
| 8                 | 5     | 7  | Zhou Guanyu         | UNI-Virtuosi                  | 28   | +0:15,086     |             |
| 9                 | 5     | 11 | Callum Ilott        | Sauber Junior Team by Charouz | 28   | +0:15,659     |             |
| 10                | 1     | 12 | Juan Manuel Correa  | Sauber Junior Team by Charouz | 28   | +0:16,607     |             |
| 11                | 1     | 3  | Nikita Mazepin      | ART Grand Prix                | 28   | +0:18,290     |             |
| 12                | 4     | 10 | Sean Gelael         | PREMA Racing                  | 28   | +0:19,486     |             |
| 13                | 4     | 18 | Tatiana Calderón    | BWT Arden                     | 28   | +0:21,136     |             |
| 14                | 5     | 17 | Patricio O'Ward     | MP Motorsport                 | 28   | +0:22,295     |             |
| 15                | 5     | 14 | Arjun Maini         | Campos Racing                 | 28   | +0:22,859     |             |
| 16                | 1     | 21 | Ryan Tveter         | Trident                       | 28   | +0:25,302     |             |
| 17                | 12    | 19 | Anthoine Hubert     | BWT Arden                     | 28   | +0:29,057     | [ a ]       |
| 18                | 8     | 15 | Jack Aitken         | Campos Racing                 | 28   | +0:40,537     | [ b ]       |
| Niesklasyfikowani |       |    |                     |                               |      |               |             |
|                   |       | 1  | Louis Delétraz      | Carlin                        | 19   | +9 okr.       | wypadek     |
|                   |       | 20 | Giuliano Alesi      | Trident                       | 3    | +25 okr.      | wycofał się |
| P                 | + / – | Nr | Kierowca            | Konstruktor                   | Okr. | Czas / Strata | Komentarz   |

Uwagi
1. ↑  Anthoine Hubert został ukarany 5-sekundową karą czasową za spowodowanie kolizji.
2. ↑  Jack Aitken został ukarany 5-sekundową karą czasową za spowodowanie kolizji.

#### Najszybsze okrążenie
| Nr | Kierowca      | Konstruktor    | Czas     | Okr. |
| -- | ------------- | -------------- | -------- | ---- |
| 4  | Nyck de Vries | ART Grand Prix | 1:18,159 | 3    |

## Klasyfikacja po zakończeniu rundy

### Kierowcy
| P  | +/− | Kierowca             | Starty | Punkty | P1 | P2 | P3 | PP | NO | NS |
| -- | --- | -------------------- | ------ | ------ | -- | -- | -- | -- | -- | -- |
| 1  | 0   | Nyck de Vries        | 12     | 152    | 3  | 1  | 2  | 2  | 3  | –  |
| 2  | 0   | Nicholas Latifi      | 12     | 115    | 3  | –  | 1  | –  | 2  | –  |
| 3  | +1  | Sérgio Sette Câmara  | 12     | 107    | 1  | 2  | 2  | 1  | 2  | 2  |
| 4  | +2  | Luca Ghiotto         | 12     | 97     | 1  | 4  | –  | 2  | –  | 4  |
| 5  | −2  | Jack Aitken          | 12     | 86     | 1  | 1  | 2  | –  | 1  | –  |
| 6  | −1  | Zhou Guanyu          | 12     | 85     | –  | –  | 3  | –  | 1  | 1  |
| 7  | 0   | Anthoine Hubert      | 12     | 77     | 2  | –  | –  | –  | –  | –  |
| 8  | +3  | Nobuharu Matsushita  | 12     | 61     | 1  | 1  | –  | 1  | 2  | 1  |
| 9  | 0   | Louis Delétraz       | 12     | 42     | –  | 1  | –  | –  | –  | 4  |
| 10 | 0   | Jordan King          | 10     | 40     | –  | –  | 1  | –  | 1  | 1  |
| 11 | −3  | Juan Manuel Correa   | 12     | 36     | –  | 2  | –  | –  | –  | 1  |
| 12 | 0   | Dorian Boccolacci    | 10     | 30     | –  | –  | –  | –  | –  | 1  |
| 13 | +2  | Mick Schumacher      | 12     | 22     | –  | –  | –  | –  | –  | 3  |
| 14 | −1  | Artiom Markiełow     | 2      | 16     | –  | –  | –  | –  | –  | –  |
| 15 | −1  | Callum Ilott         | 11     | 15     | –  | –  | 1  | –  | –  | 2  |
| 16 | 0   | Sean Gelael          | 12     | 11     | –  | –  | –  | –  | –  | 3  |
| 17 | 0   | Nikita Mazepin       | 12     | 6      | –  | –  | –  | –  | –  | 2  |
| 18 | 0   | Ralph Boschung       | 10     | 3      | –  | –  | –  | –  | –  | 3  |
| 19 | 0   | Giuliano Alesi       | 12     | 1      | –  | –  | –  | –  | –  | 6  |
| 20 | 0   | Mahaveer Raghunathan | 10     | 0      | –  | –  | –  | –  | –  | 1  |
| 21 | 0   | Tatiana Calderón     | 12     | 0      | –  | –  | –  | –  | –  | 3  |
| 22 | N   | Patricio O'Ward      | 2      | 0      | –  | –  | –  | –  | –  | –  |
| 23 | N   | Ryan Tveter          | 2      | 0      | –  | –  | –  | –  | –  | –  |
| 24 | N   | Arjun Maini          | 2      | 0      | –  | –  | –  | –  | –  | 1  |
| P  | +/− | Kierowca             | Starty | Punkty | P1 | P2 | P3 | PP | NO | NS |

### Zespoły
| P  | +/− | Konstruktor                   | Starty | Punkty | P1 | P2 | P3 | PP | NO | NS |
| -- | --- | ----------------------------- | ------ | ------ | -- | -- | -- | -- | -- | -- |
| 1  | 0   | DAMS                          | 24     | 222    | 4  | 2  | 3  | 1  | 4  | 2  |
| 2  | 0   | UNI-Virtuosi                  | 24     | 182    | 1  | 4  | 3  | 2  | 1  | 5  |
| 3  | 0   | ART Grand Prix                | 24     | 158    | 3  | 1  | 2  | 2  | 3  | 2  |
| 4  | 0   | Campos Racing                 | 24     | 116    | 1  | 1  | 2  | –  | 1  | 2  |
| 5  | 0   | Carlin                        | 24     | 103    | 1  | 2  | –  | 1  | 2  | 5  |
| 6  | 0   | BWT Arden                     | 24     | 77     | 2  | –  | –  | –  | –  | 3  |
| 7  | +1  | MP Motorsport                 | 24     | 56     | –  | –  | 1  | –  | 1  | 2  |
| 8  | −1  | Sauber Junior Team by Charouz | 23     | 51     | –  | 2  | 1  | –  | –  | 3  |
| 9  | 0   | PREMA Racing                  | 24     | 33     | –  | –  | –  | –  | –  | 6  |
| 10 | 0   | Trident                       | 24     | 4      | –  | –  | –  | –  | –  | 9  |
| P  | +/− | Konstruktor                   | Starty | Punkty | P1 | P2 | P3 | PP | NO | NS |